# Вьялер
Вьяле́р (фр. Vialer) — коммуна во Франции, находится в регионе Аквитания. Департамент — Атлантические Пиренеи. Входит в состав кантона Тер-де-Люи и Кото-дю-Вик-Бий. Округ коммуны — По.
Код INSEE коммуны — 64552.

## География

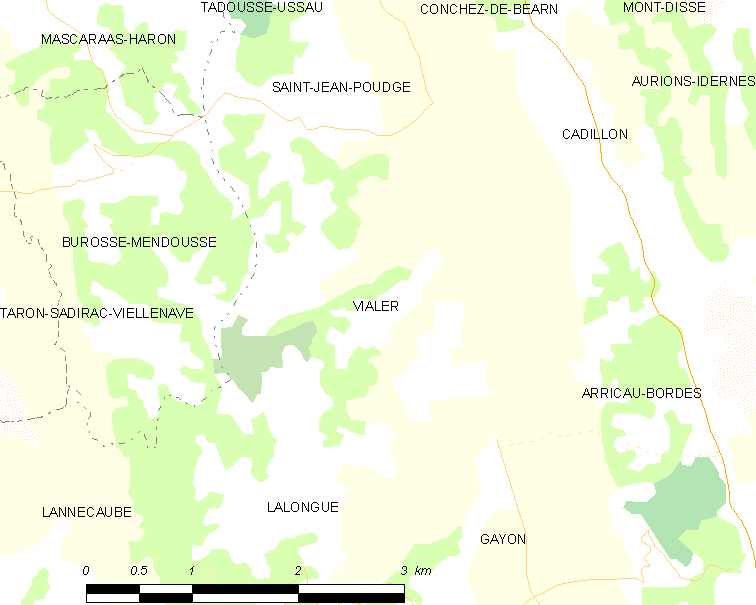
Карта коммуны

Коммуна расположена приблизительно в 630 км к югу от Парижа, в 155 км южнее Бордо, в 28 км к северо-востоку от По.
На востоке коммуны протекает река Леес.

### Климат
Климат тёплый океанический. Зима мягкая, средняя температура января — от +5°С до +13°С, температуры ниже −10 °C бывают редко. Снег выпадает около 15 дней в году с ноября по апрель. Максимальная температура летом порядка 20-30 °C, выше 35 °C бывает очень редко. Количество осадков высокое, порядка 1100 мм в год. Характерна безветренная погода, сильные ветры очень редки.

## Население
Население коммуны на 2010 год составляло 192 человека.
| 1962 | 1968 | 1975 | 1982 | 1990 | 1999 | 2010 |
| ---- | ---- | ---- | ---- | ---- | ---- | ---- |
| 198  | 181  | 163  | 146  | 149  | 180  | 192  |

## Администрация
| Период | Период | Фамилия           | Партия | Примечания |
| ------ | ------ | ----------------- | ------ | ---------- |
| 1995   | 2020   | Жан-Батист Лафарг |        |            |

## Экономика
В 2010 году среди 121 человека трудоспособного возраста (15-64 лет) 89 были экономически активными, 32 — неактивными (показатель активности — 73,6 %, в 1999 году было 77,6 %). Из 89 активных жителей работали 84 человека (42 мужчины и 42 женщины), безработных было 5 (2 мужчин и 3 женщины). Среди 32 неактивных 13 человек были учениками или студентами, 14 — пенсионерами, 5 были неактивными по другим причинам.

## Достопримечательности
- Церковь Св. Петра (XVIII век)[4]